# Caritas Romana
Caritas Romana (Romeinse liefdadigheid) is een legende over vader en dochter Cimon en Pero (ook wel Pera) die stamt uit de Romeinse oudheid. Het exempel werd verteld als een toonbeeld van opofferingsgezindheid en kinderliefde. De term Caritas Romana komt voort uit de eerst bekende vertelling op papier, in het negendelige werk Facta et dicta memorabilia van Valerius Maximus uit het jaar 31.

## Legende
Cimon is een oude man die in de gevangenis zit en is veroordeeld tot de hongerdood. Zijn dochter Pero mag hem wel bezoeken, maar mag hem geen eten meebrengen. Dagelijks bezoekt zij hem, en geeft hem de borst om hem in leven te houden. Wanneer de oude Cimon na een maand nog steeds in leven is, controleert de cipier of Pero mogelijk toch voedsel mee naar binnen neemt. Wanneer hij geen voedsel aantreft, besluit hij hen te bespieden en ontdekt hij dat Pero haar vader zoogt. De cipier bericht het voorval aan de rechters die zoveel bewondering hebben voor deze kinderliefde, dat zij zowel vader als dochter gratie verlenen.

## Oorsprong
De legende is onder meer in het jaar 31 opgetekend door de Romeinse schrijver Valerius Maximus in zijn negendelige werk Facta et dicta memorabilia. Hij kende het verhaal uit een muurschildering die een grote indruk op hem had gemaakt. Ook zijn er muurschilderingen voor Christus uit Pompeï bekend. Deze schilderingen doen een herkomst van de legende uit Griekenland vermoeden die versterkt wordt door de schrijfwijze van de naam als Micon, die op een van die muurschilderingen werd aangetroffen.

## Invloed
De legende inspireerde tal van kunstenaars door de eeuwen heen. In Gent is de uitbeelding van de legende door David 't Kindt bevestigd aan het reliëf op het timpaan van de Belfort en Lakenhal. Hier draagt dit monument de naam Mammelokker. Maar ook andere kunstenaars, zoals Jan Janssens, Peter Paul Rubens, François-Xavier Fabre en Jean-Baptiste Greuze lieten zich door het verhaal inspireren.

## Galerij

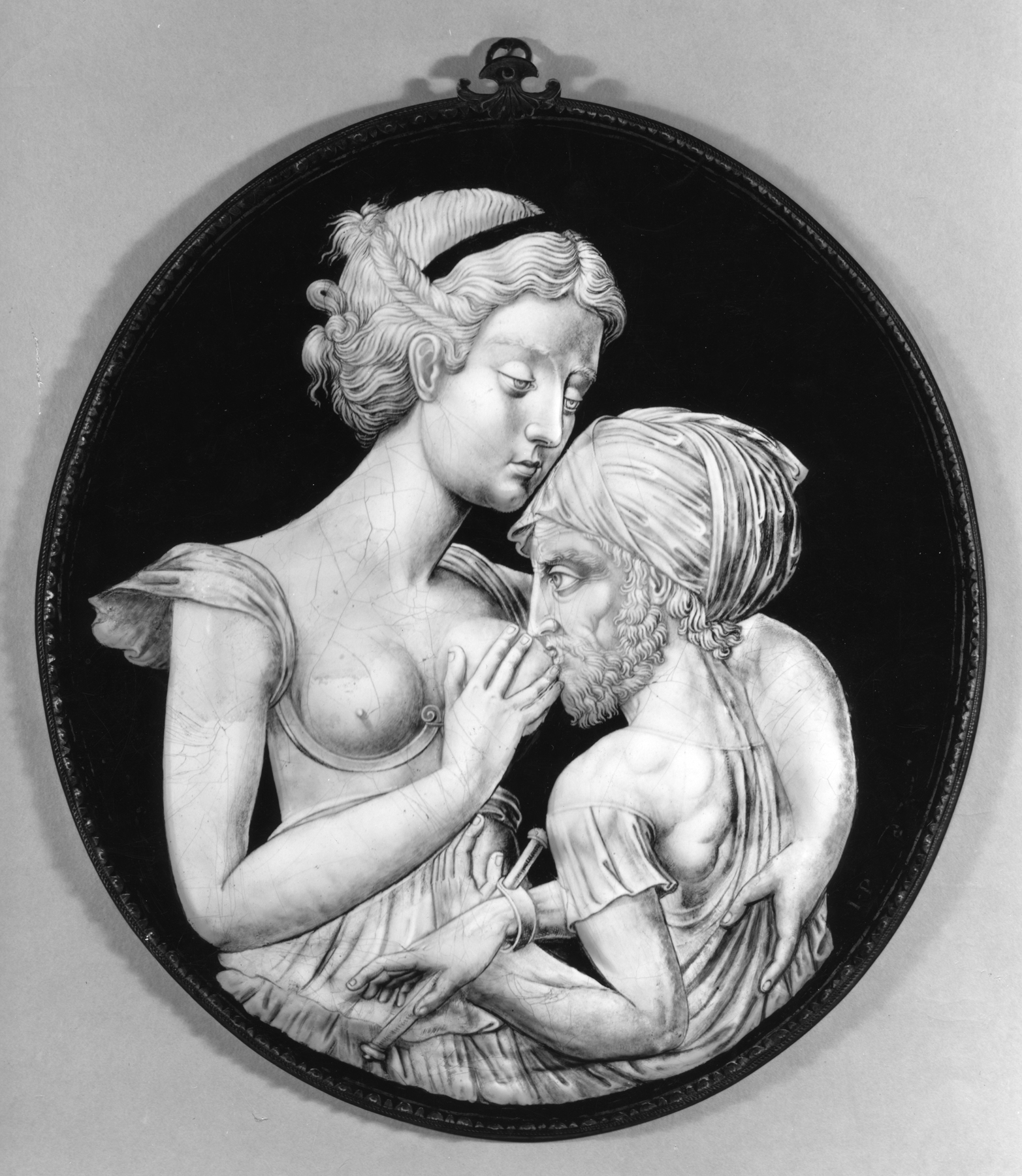
Pénicaud II, ca. 1545
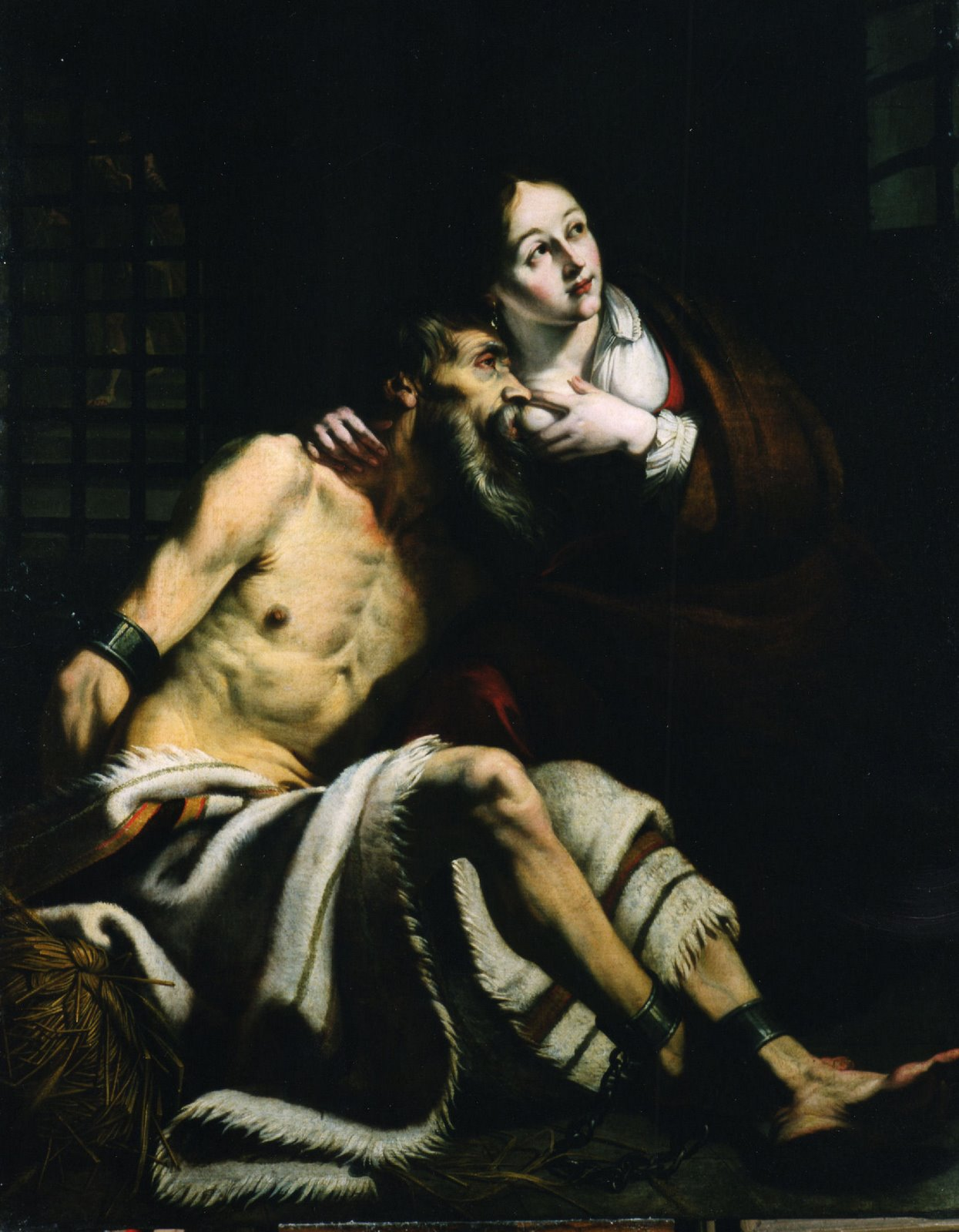
Janssens, 1620
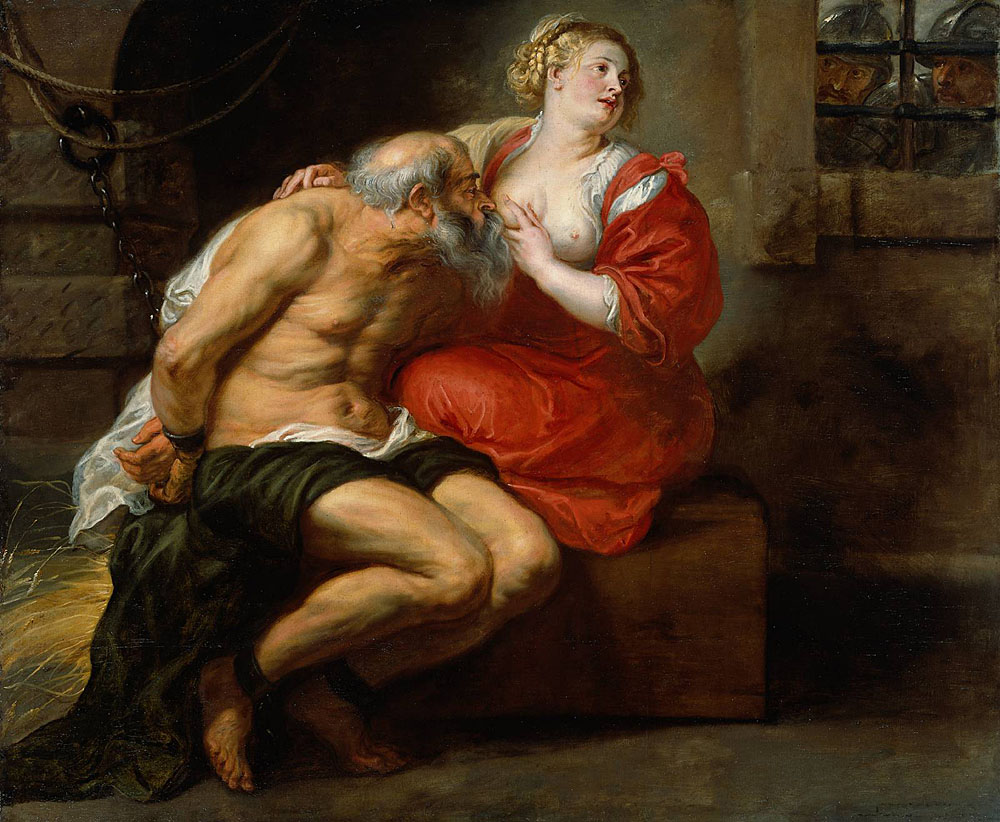
Rubens, jaren 1630
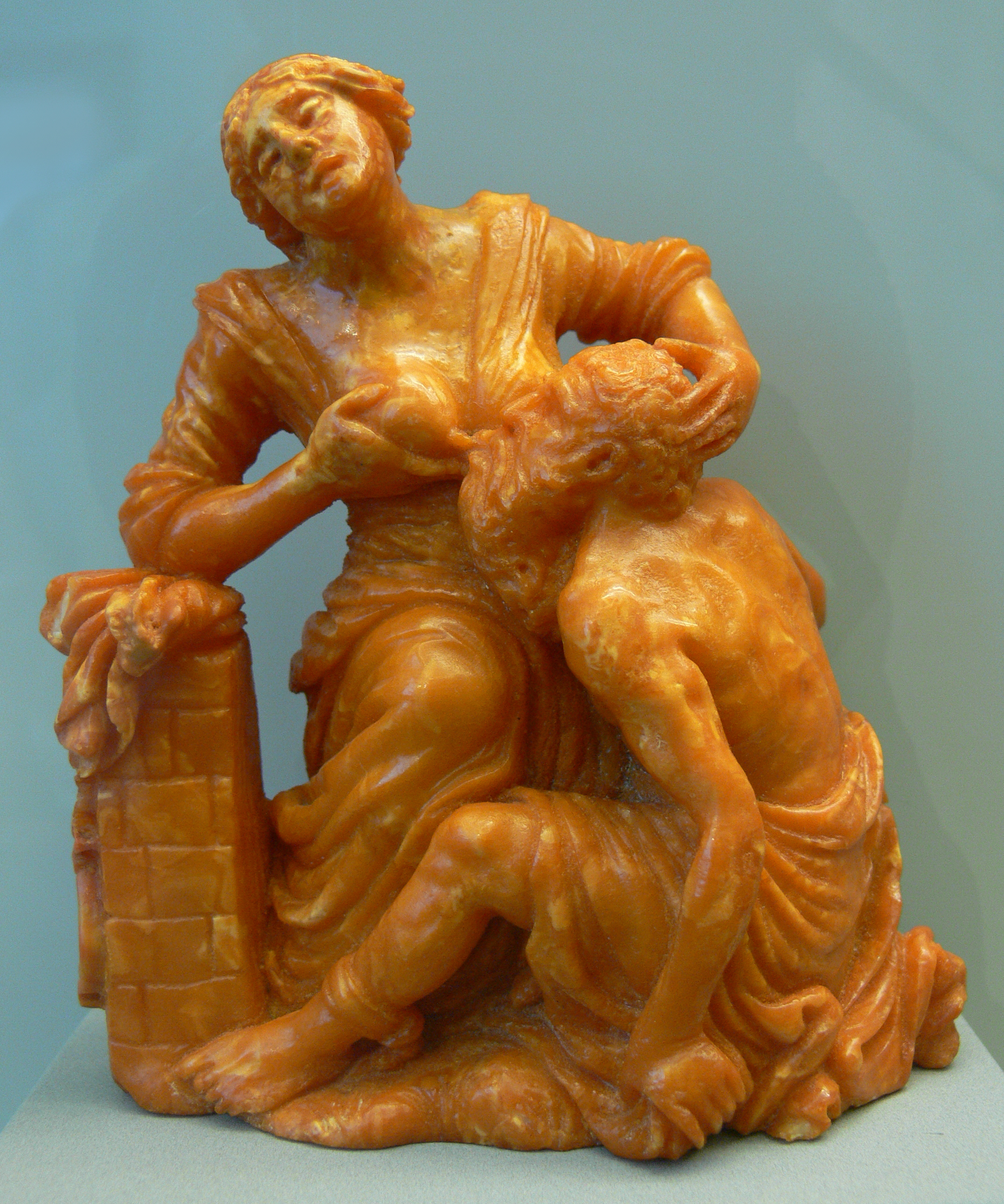
Maucher, 1690

|  |  |  |